# Maternus Cholinus
Maternus Cholinus (son prénom est parfois francisé en Materne), né en 1525 à Cologne et mort en 1588 dans la même ville, est un imprimeur.

## Biographie
Maternus Cholinu était issu d'une famille originaire d'Arlon. Né en 1525 à Cologne, il devint membre du sénat de cette ville, et parvint par ses talents et son industrie à acquérir une grande fortune. Les ouvrages sortis de ses presses sont remarquables par leur bonne exécution et leur correction. Il avait adopté pour marque typographique une main sortant d'un nuage, et tenant une couronne, avec la devise : BENEDICES CORONAE ANNI BENIGNITATIS TVAE. PSAL. 61. La date de sa mort n'est pas connue avec certitude : toutefois il imprimait encore en 1584.

## Livres imprimés
- De optimo scriptvras interpretandi genere libri III. Siue, vndena solida scripturarum sacrarum veritas, sensusq; germanus ac verus nunc temporis sit pretendus : an ex Hebraica, quam dicunt, veritate : num fontibus Graecis hauriendus : an vulgata potius editione Latina quaerendus, vti in Concilio Tridentino dudum definiebatur? Avthore Reveren. D. Vuilhelmo Lindano Dordraceno, S. T. D. Regio Consiliario, Reuerendiss. Episcopi Traiecten. per Frisiam Commissario, et Archidiacon. Vicario. Coloniæ, apud Maternum Cholinum. Anno 1558. In-12, de 151 ff.
- Hegesippi scriptoris gravissimi de bello ivdaico, et vrbis Hierosolymitanæ excidio, libri quinq; Accesserunt nunc primum annotationes, quibus ab innumeris mendis auctor uindicatur. obscuriora loca commode explicantur, ac scholijs illustrantur. per Cornelium Gualtherum Gandauensem. Coloniæ. Apud Maternum Cholinum. Anno M. D. LIX. Pet. in-8°, de 33 ff., 704 pp. et 86 ff. Le titre porte la marque typographique de Cholinus. Cet ouvrage rare a été traduit en français par Jean Millet de Sainct-Amour, Paris, 1561, in-4°.
- Pavli Orosii Presbyteri Hispani, adversvs paganos historiarvm libri septem : vetustorum librorum auxilio a mendis vindicati, et annotationibus ex vtriusq; linguae historicis illustrati, opera et studio Franc. Fabricii Marco Dvrani. Quibus nunc accessit eiusdem Orosij Apologeticus contra Pelagium de arbitrij libertate. Coloniæ apud Maternum Cholinum M. D. LXXII. Cum gratia et priuilegio Caes. Maiest. Pet. in-8° de 15 ff. limin. et 784 pp. Marque de Cholinus sur le titre.
- Declaratio cavssarvm, ob qvas Belgivm gravissimis premitur calamitatibus, cum demonstratione remedij aduersus easdem efficacissimi. Auctore V. P. F. Petro a S. Audomaro, alias de Wallon Cappelle, Religioso instituti D. Benedicti, ex monasterio montis sancti Winnocij. (Avec cette épigraphe : Ieremiæ 9. Quis annunciet, quare perierit terra? etc. Et dixit Dominus qui dereliquerunt legem meam quam dedi eis, et non audierunt vocem meam, et non ambulauerunt in ea, et abierunt post prauitatem cordis sui, et post Baalim). Coloniæ apud Maternum Cholinum. M. D. LXXXII. Cum Gratia et Priuileg. Caes. Maiest. Pet. in-8° de 7 ff. limin. et 299 pp. Cet ouvrage a été traduit en français sous ce titre : « Discours sur les causes et remedes des troubles et calamitez du Pays-Bas. Traduiet du latin de D. Pierre de Vuallon-Cappelle, religieux de l’ordre de Saint Benoist. Par Nicolas de l’Ardeur, prestre, licentié es droitz et secretaire au reverendiss. evesque de Namur. A Liége, chez Gaultier Morberius, imprimeur juré, 1585. Avec permission des deputez de l’Altezze de Coloigne et de Liége, in-8°. »
- Evclidis elementorum libri XV, graece et latine : quibus, cum ad omnem Mathematicæ scientiæ partem, tum ad quamlibet Geometriæ tractationem, facilis comparatur aditus, Coloniæ, apud Matern Cholinum, 1564. Pet. in-8° avec des figg. sur bois dans le texte. Edition rare.